# Pat Irwin
Pat Irwin (...) è un compositore e musicista statunitense.
Ha composto musiche per film e serie televisive, tra cui: La vita moderna di Rocko: Attrazione statica e Dexter: New Blood. È stato membro degli 8-Eyed Spy e dei Raybeats.

## Filmografia parziale

### Cinema
- Un uomo, una donna, una pistola (My New Gun), regia di Stacy Cochran (1992)
- Pokémon il film - Mewtwo colpisce ancora (Poketto Monsutā Myūtsū no Gyakushū) - film d'animazione, regia di Kunihiko Yuyama e Michael Haigney (1998)
- Gonne al bivio (But I'm a Cheerleader), regia di Jamie Babbit (1999)
- Pokémon 2 - La forza di uno (Gekijōban Poketto Monsutā Maboroshi no Pokemon Rugia Bakutan) - film d'animazione, regia di Kunihiko Yuyama e Michael Haigney (1999)
- La vita moderna di Rocko: Attrazione statica (Rocko's Modern Life: Static Cling) - film d'animazione, regia di Joe Murray e Cosmo Serguson (2019)

### Televisione
- Un salto nel buio (Tales from the Darkside) – serie TV, 4 episodi (1987-1988)
- La vita moderna di Rocko (Rocko's Modern Life) – serie animata, 52 episodi (1993-1996)
- Pepper Ann – serie animata, 65 episodi (1997-2000)
- Class of 3000 – serie animata, 24 episodi (2006-2008)
- Bored to Death - Investigatore per noia (Bored to Death) – serie TV, 8 episodi (2011)
- SpongeBob (SpongeBob SquarePants) – serie animata, 4 episodi (2011)
- Nurse Jackie - Terapia d'urto (Nurse Jackie) – serie TV, 34 episodi (2013-2015)
- Feed the Beast – serie TV, 10 episodi (2016)
- The Good Cop – serie TV, 10 episodi (2018)
- Dexter: New Blood – miniserie TV, 10 puntate (2021-2022)
- Dexter: Original Sin – serie TV, 10 episodi (2024-2025)
- Dexter: Resurrection – serie TV, 10 episodi (2025)